# Before I Self Destruct
Before I Self Destruct je čtvrté studiové album amerického rappera 50 Centa, jde o poslední sólové album 50 Centa u nahrávací společnosti Interscope Records. Spolu s albem byl vydán stejnojmenný režisérský debut 50 Centa a dokument o životě a smrti rappera Jam Master Jaye.

## O Albu
Album Before I Self Destruct bylo plánováno na rok 2007, během něj měl připravených již 12 písní. Namísto 'BISD' se však rozhodl vydat album Curtis a "BISD" byl odsunut na rok 2008.
Na začátku roku 2008 vyšel první promo singl "Get Up", který produkoval Scott Storch, poté vyšel druhý promo singl "Get It In", který produkoval Dr. Dre. Posléze však bylo potvrzeno, že ani jeden z těchto promo singlů na albu nebude. V květnu 2009 vyšel první oficiální promo singl "Ok, You're Right", který byl zveřejněn na mixtapu "War Angel LP". První oficiální rádiový single je píseň "Baby By Me" (ft. Ne-Yo), která byla vydána v prosince 2009. Jako druhý oficiální singl byla v lednu 2010 vydána píseň "Do You Think About Me" (ft. Governor).
Původní tracklist z počátku roku 2009 byl odlišný od nynějšího, téměř celé album tedy bylo přehráno během roku 2009.
Album je, podle samotného autora, "temnější" a "agresivnější" než jeho předchozí alba a jde o prequel k albu Get Rich or Die Tryin'. V 16místném tracklistu bylo místo jen pro pár hostů, a tak si 50 Cent sezval umělce jako Eminem, Ne-Yo, R. Kelly a Lloyd Banks, později, po vydání klipu k písni "Do You Think About Me" se zveřejnilo jméno zpěváka na této písni, jde o Governora, což je RnB/Soulový zpěvák.

## Datum vydání
Původně (v roce 2007) bylo album "BISD" plánováno na únor 2008, poté posunuto na březen, ale kvůli vydání Curtise se odsunulo na neurčito.
Nové oficiální datum bylo stanoveno na 9. prosinec 2008, poté se však znovu odsunul, až na únor a březen 2009. Poté 50 Cent oznámil, že chce vydat "BISD" až Eminem vydá svůj Relapse a nový termín byl stanoven na září 2009. Přesněji na 11. září 2009, tedy den, kdy Jay-Z vydával svůj The Blueprint 3. Ani tento termín však nebyl dodržen, a tak 50 Cent oznámil nové datum - 3. listopad a hned nato 23. listopad, kdy vydala album např. i Rihanna.
Naneštěstí "BISD" uniklo během října 2009 na internet a bylo tak více než měsíc před vydáním k volnému stažení. A tak bylo album k zakoupení v digitální formě již 9. listopadu na iTunes a 16. listopadu v obchodech.

## Po vydání
Alba se prodalo první týden "jen" 160 000 ks, což tehdy bylo nejméně v kariéře 50 Centa, dalšího alba se však prodalo ještě méně. Celkem se v USA prodalo okolo 500 000 ks. V lednu 2010 album získalo certifikaci zlatá deska od společnosti RIAA.
Kritiky:
- na Metacritic.com - 62/100 [1]
- na AllHipHop.com - 8,5/10 [2]
- na HipHopDX.com - 3,5/5 [3]

## Tracklist
| #  | Píseň                   | Host(é)     | Producent(i)           | Délka |
| -- | ----------------------- | ----------- | ---------------------- | ----- |
| 1  | "The Invitation"        |             | Ty Fyffe, Manny Perez  | 2:54  |
| 2  | "Then Days Went By"     |             | Lab Ox, Vikaden        | 3:44  |
| 3  | "Death to My Enemies"   |             | Dr. Dre, Mark Batson   | 3:46  |
| 4  | "So Disrespectful"      |             | Tha Bizness            | 3:39  |
| 5  | "Psycho"                | Eminem      | Eminem, Dr. Dre        | 4:45  |
| 6  | "Hold Me Down"          |             | Team Ready, J Keys     | 3:19  |
| 7  | "Crime Wave"            |             | Team Demo              | 3:44  |
| 8  | "Stretch"               |             | Rick Rock              | 4:07  |
| 9  | "Strong Enough"         |             | Nascent, QB da Problem | 3:02  |
| 10 | "Get It Hot"            | Lloyd Banks | Black Key              | 2:59  |
| 11 | "Gangsta's Delight"     |             | Havoc                  | 3:14  |
| 12 | "I Got Swag"            |             | Dual Output            | 3:34  |
| 13 | "Baby by Me"            | Ne-Yo       | Polow da Don           | 3:33  |
| 14 | "Do You Think About Me" | Governor    | Rockwilder             | 3:26  |
| 15 | "Ok, You're Right"      |             | Dr. Dre, Mark Batson   | 3:04  |

 Deluxe Edition Bonus
- 16. Could've Been You (ft. R. Kelly)

iTunes Bonus
- 17. Flight 187
- 18. Baby by Me (ft. Jovan Dais)
- 19. Man's World

## Mezinárodní žebříčky
- U.S. Billboard 200 - 5. místo
- U.S. Billboard Top RnB/Hip Hop Albums - 1. místo
- U.S. Billboard Top Rap Albums - 1. místo
- Canadian Album Charts - 11. místo
- Swiss Album Charts - 13. místo
- French Album Charts - 15. místo
- Irish Album Charts - 18. místo
- Australian Album Charts - 19. místo
- European Top 100 Albums - 22. místo
- UK Album Charts - 22. místo
- Česko - ČNS IFPI - 29. místo